# Södermanlands runinskrifter 297
Runinskrift Sö 297 är en runsten i Grödinge socken och Botkyrka kommun i Södermanland.
Stenen står vid parkeringen till Grödinge bygdegård. Den kommer ursprungligen från Uppinge någon kilometer söder om Rosenhill. Den saknar fot och har troligen ursprungligen legat, inte stått rest. Den är 1,55 meter hög, 1,48 meter bred i nederkant, 1 meter bred i överkant och 0,25 meter tjock. Runhöjden är 8–12 centimeter.

## Inskrift
Inskriften lyder i translitterering:
+ omuþa + auk + muþa + litu : lakia + stain + þino + at *+ sirif + bunta + sin + auk + bruþur + sikstains + auk hulmstains *
På normaliserad fornnordiska:
Amoða ok Moða letu læggia stæin þenna at Sigræif/Særæif, bonda sinn, ok broður Sigstæins ok Holmstæins.
Översatt till nusvenska:
"Amoda och Moda lät lägga denna sten åt Sigrev, sin husbonde, och Sigstens och Holmstens broder."
En Sigrev nämns även på runstensfragmentet Sö 293 vid Grödinge kyrka.

## Källor

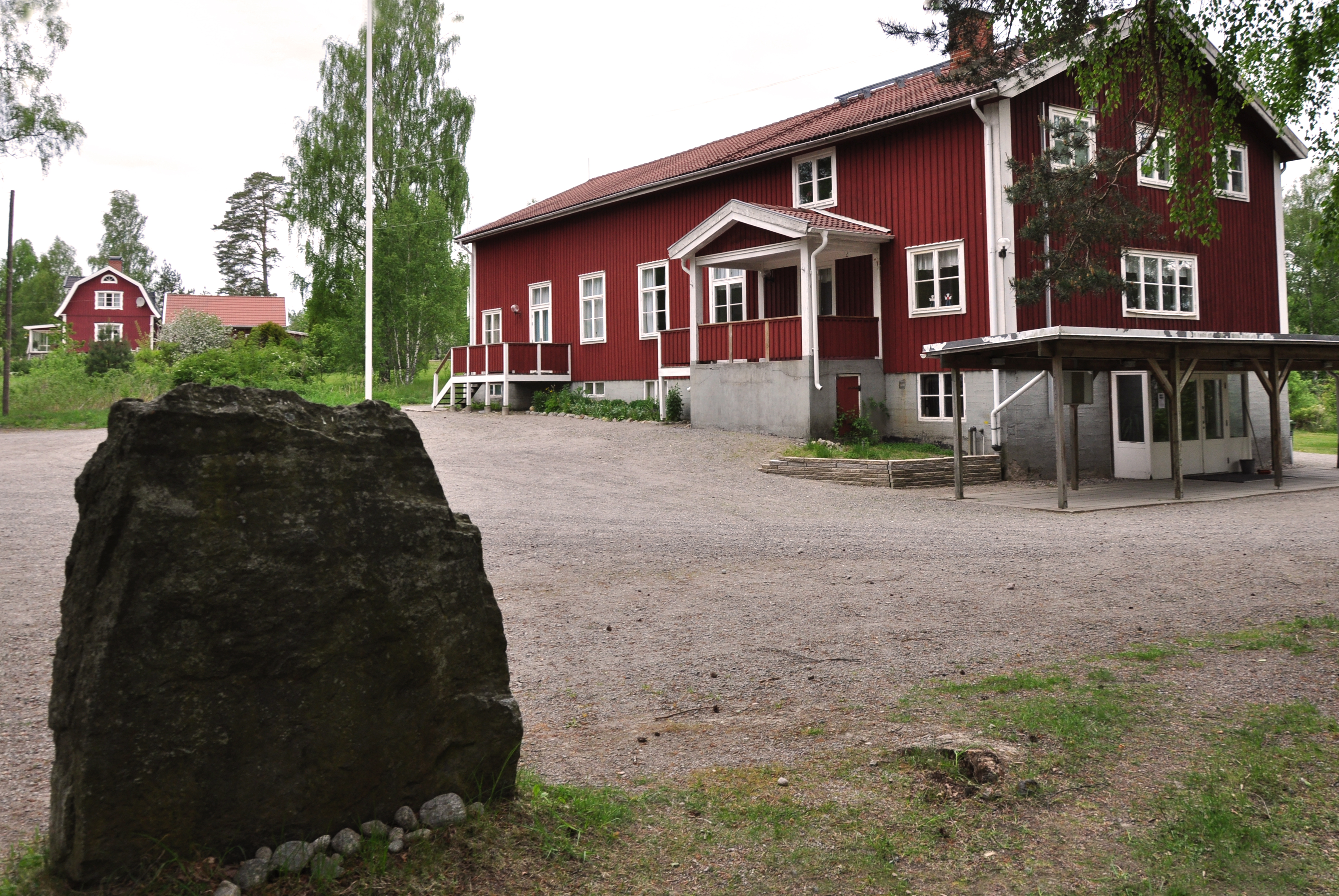
Stenens placering i skogsbrynet vid parkeringen.